# American Eagle (Six Flags Great America)
Pour les articles homonymes, voir American Eagle.
American Eagle sont des montagnes russes racing en bois du parc Six Flags Great America, situé à Gurnee, dans l'Illinois, aux États-Unis. Elles ont été construites par la société suisse Intamin.

## Le circuit

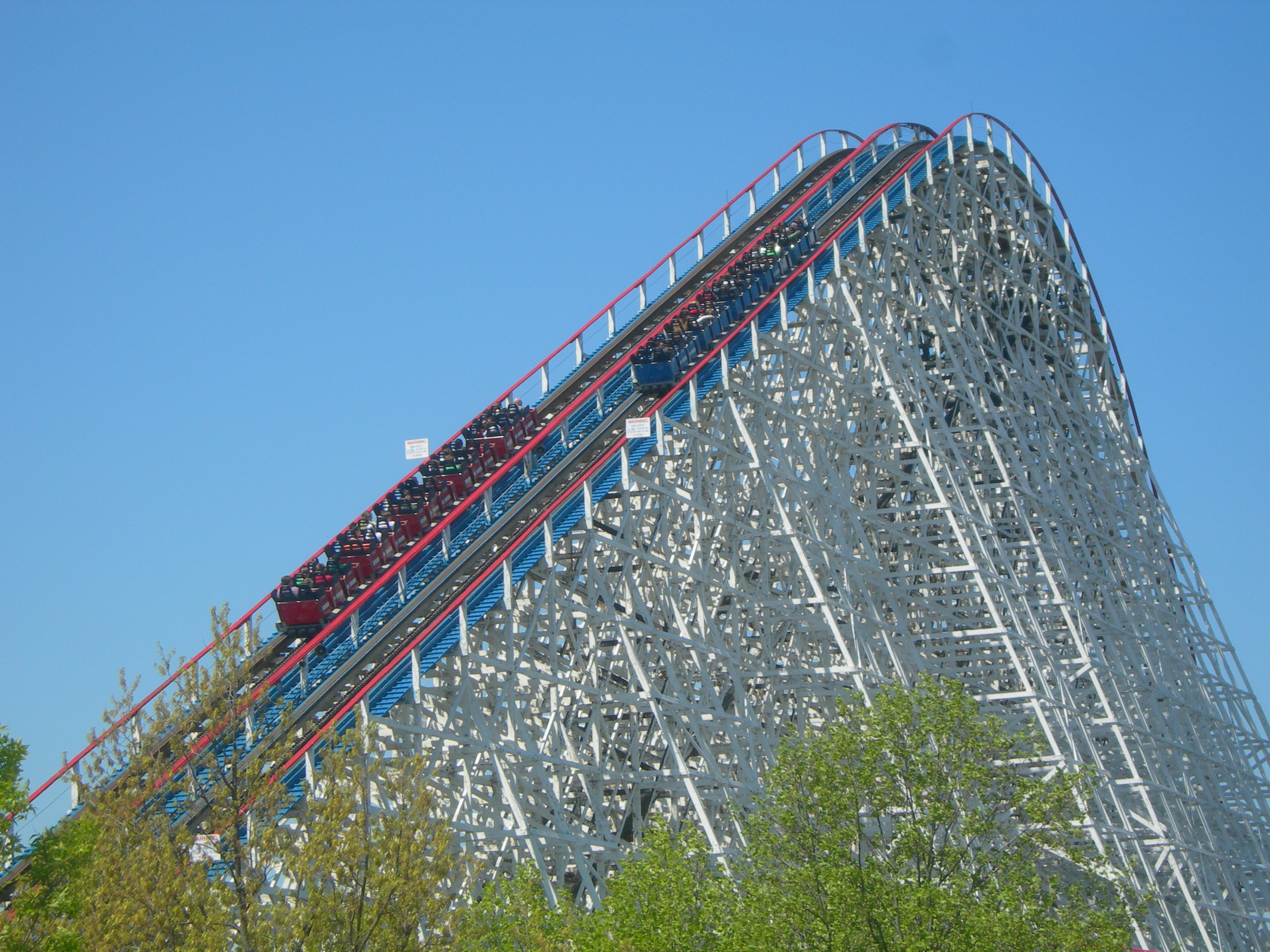
American Eagle : le lift.

## Statistiques
- Il y a deux voies, désignées par les couleurs des trains : rouge et bleu.
- Trains : 4 trains avec 5 wagons par train. Les passagers sont placés par deux sur 3 rangs pour un total de 30 passagers par train. Trains construits par Philadelphia Toboggan Coasters.